# Exobasidiomycetidae
Exobasidiomycetidae es una subclase de hongos, clase Ustilaginomycetes, división Basidiomycota.